# 1928-as sakkolimpia
A 2. sakkolimpiát 1928. július 21. és augusztus 6. között az Amszterdamban rendezett IX. nyári olimpiai játékokhoz kapcsolódóan rendezték meg  Hágában. A rendezvénynek a Binnenhof, a királyi rezidencia, a holland parlament épülete adott otthont. A csapatok a Hamilton-Russell kupáért versengtek. Az olimpiai bajnoki cím védője Magyarország válogatottja volt, amely az előző, 1927-es sakkolimpián elhódította az első helyet. Az európai csapatokon kívül – a már az előző sakkolimpián is jelen levő Argentína mellett – ezúttal az Amerikai Egyesült Államok is részt vett a versenyen.
A sakkolimpiával párhuzamosan folyt az amatőr sakkvilágbajnokság 16 résztvevővel, amelyet a holland Max Euwe nyert meg.

## A résztvevők
Az olimpiai csapatversenyre 17 csapat nevezett, 86 versenyzővel. Az Amerikai Egyesült Államok és Argentína válogatottjai képviselték az európán kívüli kontinenst. A csapatokban egyidejűleg 4 fő játszott. A játékosok közötti erősorrendet nem kellett megadni, azt fordulónként tetszés szerint variálhatták. Ennek megfelelően volt olyan csapat, amelyik minden fordulóban más sorrendben ültette le játékosait, volt, amelyik szisztematikusan, forgásszerűen váltogatta az egyes táblákon szereplő versenyzőit. Emiatt az egyéni eredmények esetében nem táblánként hirdették ki a legjobb eredményt elérőket, hanem az összes versenyző eredményét vették figyelembe.
A FIDE az olimpiai játékok eszméjéhez igazodva csak amatőr versenyzők indulását engedélyezte, de annak eldöntését, hogy ki az amatőr és ki nem, azt a nemzeti szövetségek hatáskörébe utalta. Nagy vita zajlott az amatőr jelleg körül, és azt a különböző országok különbözőképpen értelmezték. Ez azt eredményezte, hogy a versenyen a kor legerősebb játékosai közül többen kényszerűen távol maradtak, köztük a magyar Maróczy Géza. A versennyel egyidejűleg zajló FIDE 5. kongresszusán ezt a szabályt végül eltörölték, de akkor már késő volt, és a versenyben álló csapatok nem módosíthattak a felállásukon.
A verseny főbírája a holland Hartogensis volt.
Az olimpiai bajnoki cím védője a magyar válogatott volt, amely az amatőrség feltétele miatt ezúttal nélkülözni volt kénytelen Maróczy Gézát, de a csapat az ő kivételével az előző olimpiával azonos összeállításban játszott a versenyen. A négy játékos pihenőnap nélkül játszotta végig a versenyt, és meggyőző fölénnyel utasították maguk mögé vetélytársaikat.

## A verseny lefolyása
A versenyt a csapatok között körmérkőzéses formában rendezték. A csapat eredményét az egyes versenyzők által megszerzett pontok alapján számolták. Holtverseny esetén vették csak figyelembe a csapateredményeket, ahol a csapatgyőzelem 2 pontot, a döntetlen 1 pontot ért. A játszmákban fejenként 60 percenként 20 lépést kellett megtenni. A fordulókat feszes tempóban bonyolították le, két nap alatt három fordulóra került sor oly módon, hogy minden második napon délelőtt és délután is játszani kellett.

## A verseny végeredménye
| H  | Ország                    | 1  | 2  | 3  | 4  | 5  | 6  | 7  | 8  | 9  | 10 | 11 | 12 | 13 | 14 | 15 | 16 | 17 | P   | CsP | +  | = | -  |
| -- | ------------------------- | -- | -- | -- | -- | -- | -- | -- | -- | -- | -- | -- | -- | -- | -- | -- | -- | -- | --- | --- | -- | - | -- |
| 1  | Magyarország              | ●  | 1½ | 3  | 2  | 3½ | 1½ | 2½ | 3  | 3  | 3½ | 2½ | 3  | 2  | 2½ | 3  | 3½ | 4  | 44  | 26  | 12 | 2 | 2  |
| 2  | Amerikai Egyesült Államok | 2½ | ●  | 1  | 3½ | 3½ | 2  | 2  | 1½ | 3  | 3  | 3  | 2  | 2½ | 2  | 2  | 3  | 3  | 39½ | 23  | 9  | 5 | 2  |
| 3  | Lengyelország             | 1  | 3  | ●  | 1½ | 2  | 1  | 3  | 2½ | 3  | 2  | 2½ | 2½ | 2½ | 2  | 2  | 2½ | 4  | 37  | 22  | 9  | 4 | 3  |
| 4  | Ausztria                  | 2  | ½  | 2½ | ●  | 3  | 2  | 1  | 2  | 2  | 3  | 3  | 1  | 3  | 3½ | 3  | 1½ | 3½ | 36½ | 20  | 8  | 4 | 4  |
| 5  | Dánia                     | ½  | ½  | 2  | 1  | ●  | 1½ | 1  | 3  | 3  | 1½ | 3  | 4  | 2½ | 3  | 2½ | 2  | 3  | 34  | 18  | 8  | 2 | 6  |
| 6  | Svájc                     | 2½ | 2  | 3  | 2  | 2½ | ●  | 1½ | 1  | 2  | 1½ | 1½ | 2½ | 2  | 2  | 2½ | 1½ | 4  | 34  | 17  | 6  | 5 | 5  |
| 7  | Csehszlovákia             | 1½ | 2  | 1  | 3  | 3  | 2½ | ●  | 1½ | 1  | 1½ | 2  | 1½ | 2  | 1  | 2½ | 4  | 4  | 34  | 15  | 6  | 3 | 7  |
| 8  | Argentína                 | 1  | 2½ | 1½ | 2  | 1  | 3  | 2½ | ●  | 1½ | 1½ | 1½ | 3  | 3  | 3  | 1½ | 3  | 2  | 33½ | 16  | 7  | 2 | 7  |
| 9  | Németország               | 1  | 1  | 1  | 2  | 1  | 2  | 3  | 2½ | ●  | 2  | 2½ | 1  | 1  | 3  | 2½ | 3  | 3  | 31½ | 17  | 7  | 3 | 6  |
| 10 | Hollandia                 | ½  | 1  | 2  | 1  | 2½ | 2½ | 2½ | 2½ | 2  | ●  | 2  | 1½ | 1½ | 1½ | 2  | 3½ | 3  | 31½ | 16  | 6  | 4 | 6  |
| 11 | Franciaország             | 1½ | 1  | 1½ | 1  | 1  | 2½ | 2  | 2½ | 1½ | 2  | ●  | 2  | 2  | 2½ | 2½ | 3  | 2½ | 31  | 16  | 6  | 4 | 6  |
| 12 | Belgium                   | 1  | 2  | 1½ | 3  | 0  | 1½ | 2½ | 1  | 3  | 2½ | 2  | ●  | 2  | 3  | 1½ | 1½ | 3  | 31  | 15  | 6  | 3 | 7  |
| 13 | Svédország                | 2  | 1½ | 1½ | 1  | 1½ | 2  | 2  | 1  | 3  | 2½ | 2  | 2  | ●  | 3  | 1½ | 1  | 3½ | 31  | 13  | 4  | 5 | 7  |
| 14 | Lettország                | 1½ | 2  | 2  | ½  | 1  | 2  | 3  | 1  | 1  | 2½ | 1½ | 1  | 1  | ●  | 3½ | 3½ | 3  | 30  | 13  | 5  | 3 | 8  |
| 15 | Olaszország               | 1  | 2  | 2  | 1  | 1½ | 1½ | 1½ | 2½ | 1½ | 2  | 1½ | 2½ | 2½ | ½  | ●  | 1½ | 1½ | 26½ | 9   | 3  | 3 | 10 |
| 16 | Románia                   | ½  | 1  | 1½ | 2½ | 2  | 2½ | 0  | 1  | 1  | ½  | 1  | 2½ | 3  | ½  | 2½ | ●  | 3½ | 25½ | 13  | 6  | 1 | 9  |
| 17 | Spanyolország             | 0  | 1  | 0  | ½  | 1  | 0  | 0  | 2  | 1  | 1  | 1½ | 1  | ½  | 1  | 2½ | ½  | ●  | 13½ | 3   | 1  | 1 | 14 |

### A magyar versenyzők eredményei
| Forduló                            | Ellenfél                           | Nagy Géza       | Nagy Géza | Steiner Endre | Steiner Endre | Vajda Árpád      | Vajda Árpád | Havasi Kornél    | Havasi Kornél | Pont |
| ---------------------------------- | ---------------------------------- | --------------- | --------- | ------------- | ------------- | ---------------- | ----------- | ---------------- | ------------- | ---- |
| 1                                  | Németország                        | Schönmann       | ½         | Blümich       | 1             | Wagner           | ½           | Hilse            | 1             | 3    |
| 2                                  | Amerikai Egyesült Államok          | Hanauer         | ½         | Kashdan       | 0             | Steiner H.       | ½           | Tholfsen         | ½             | 1½   |
| 3                                  | Lettország                         | Petrovs         | ½         | Apšenieks     | 1             | Strautmanis      | ½           | Taube            | ½             | 2½   |
| 4                                  | Lengyelország                      | Makarczyk       | 1         | Fridman       | 1             | Chwojnik         | 1           | Regedziński      | 0             | 3    |
| 5                                  | Belgium                            | Censer          | 1         | Sapira        | 1             | Koltanowski      | ½           | Dunkelblum       | ½             | 3    |
| 6                                  | Svédország                         | Jacobson        | ½         | Stoltz        | ½             | Jonsson          | ½           | Ståhlberg        | ½             | 2    |
| 7                                  | Csehszlovákia                      | Gilg            | 0         | Schulz        | 1             | Rejfíř           | 1           | Pokorný          | ½             | 2½   |
| 8                                  | Argentína                          | Fernandez Coria | 1         | Palau         | 1             | Grau             | ½           | Reca             | ½             | 3    |
| 9                                  | Olaszország                        | Marotti         | 1         | Monticelli    | 0             | Sacconi          | 1           | De Nardo         | 1             | 3    |
| 10                                 | Hollandia                          | Kroone          | 1         | Weenink       | ½             | Schelfhout       | 1           | Wertheim W.      | 1             | 3½   |
| 11                                 | Románia                            | Bródy           | 1         | Gudju         | 1             | Proca            | ½           | Balogh János     | 1             | 3½   |
| 12                                 | Dánia                              | Andersen        | 1         | Norman-Hansen | 1             | Gemzøe           | 1           | Ruben            | ½             | 3½   |
| 13                                 | Spanyolország                      | Ribera Amal     | 1         | Cortés        | 1             | Marin y Llovet   | 1           | Aguilera Bernabé | 1             | 4    |
| 14                                 | Ausztria                           | Hönlinger       | ½         | Müller        | ½             | Lokvenc          | ½           | Beutum           | ½             | 2    |
| 16                                 | Svájc                              | Voellmy         | 0         | Michel        | 0             | Naegeli          | ½           | Rivier           | 1             | 1½   |
| 17                                 | Franciaország                      | Gaudin          | 1         | Duchamp       | 1             | Betbeder Matibet | 0           | Muffang          | ½             | 2½   |
| Szerzett pontszám (Játszmák száma) | Szerzett pontszám (Játszmák száma) | 11½ (16)        | 11½ (16)  | 11½ (16)      | 11½ (16)      | 10½ (16)         | 10½ (16)    | 10½ (16)         | 10½ (16)      |      |

### Az egyéni legjobb pontszerzők
Tekintettel arra, hogy az egyes csapatokon belül nem volt előírva a szigorú erősorrend a játékosok között, ezért a teljes mezőnyt figyelembe véve a legjobb hatszázalékos teljesítményt elérőt díjazták. Két magyar, Steiner Endre és Nagy Géza azonos eredménnyel holtversenyben a 4. helyen végeztek.
| # | Versenyző          | Ország                    | Pont/Játszma | %     |
| - | ------------------ | ------------------------- | ------------ | ----- |
| 1 | Isaac Kashdan      | Amerikai Egyesült Államok | 13/15        | 86,7% |
| 2 | André Muffang      | Franciaország             | 12½/16       | 78,1% |
| 3 | Teodor Regedziński | Lengyelország             | 10/13        | 76,9% |
| 4 | Steiner Endre      | Magyarország              | 11½/16       | 71,9% |
| 4 | Nagy Géza          | Magyarország              | 11½/16       | 71,9% |
| 6 | William Rivier     | Svájc                     | 7½/11        | 68,2% |

## Az amatőr világbajnokság végeredménye
| #  | Versenyző                  | Ország                    | Pont | S-B[3] |
| -- | -------------------------- | ------------------------- | ---- | ------ |
| 1  | Max Euwe                   | Hollandia                 | 12   |        |
| 2  | Dawid Przepiórka           | Lengyelország             | 11   |        |
| 3  | Hermanis Matisons          | Lettország                | 10   |        |
| 4  | Manuel Golmayo Torriente   | Spanyolország             | 9½   | 66,25  |
| 5  | Karel Treybal              | Csehszlovákia             | 9½   | 64,50  |
| 6  | Norman Whitaker]           | Amerikai Egyesült Államok | 9½   | 57,25  |
| 7  | Carl Carls                 | Németország               | 9    |        |
| 8  | Albert Becker              | Ausztria                  | 7    |        |
| 9  | André Chéron               | Franciaország             | 6    | 47,00  |
| 10 | Allan Nilsson              | Svédország                | 6    | 41,75  |
| 11 | Stefano Rosselli del Turco | Olaszország               | 6    | 36,50  |
| 12 | Steiner Lajos              | Magyarország              | 5½   | 36,00  |
| 13 | José Araiza                | Mexikó                    | 5½   | 35,75  |
| 14 | Anatol Tschepurnoff        | Finnország                | 5½   | 31,75  |
| 15 | Alexandru Tyroler          | Románia                   | 5    |        |
| 16 | Walter Henneberger         | Svájc                     | 3    |        |